# إيوان بوزيان
إيوان بوزيان هو مصارع رياضي روماني، ولد في 21 فبراير 1947.

## وصلات خارجية
- إيوان بوزيان على موقع قاعدة بيانات المصارعة الدولية (الإنجليزية)
- إيوان بوزيان على موقع أوليمبيديا (الإنجليزية)